# Thelymitra formosa
Thelymitra formosa är en orkidéart som beskrevs av John William Colenso. Thelymitra formosa ingår i släktet Thelymitra och familjen orkidéer. Inga underarter finns listade i Catalogue of Life.